# チェ・ジョンファン
チェ・ジョンファン（최종환、崔鐘煥、1965年9月24日 - ）は、韓国の俳優、大学教授。
1994年28歳のときに、「東学農民戦争」100周年を記念して制作されたテレビドラマ『鳥よ鳥よ青い鳥よ』で芸能界に本格デビューした。
その後もテレビドラマを中心に活動し、長編歴史劇『女人天下』で李氏朝鮮第11代国王中宗役を、『済衆院（チェジュンウォン）』では李氏朝鮮第26代国王高宗役を、さらに『淵蓋蘇文（ヨン・ゲソムン）』で高句麗第27代王栄留太王役、『階伯（ケベク）』で百済第30代王武王役を演じるなど、歴史劇でたびたび国王役を演じている。
中宗を演じた『女人天下』で2001年SBS演技大賞助演賞を受賞。2011年にはMBCのドラマ『チャクペ〜相棒〜』と『階伯』に出演してMBCドラマ大賞PD賞を受賞した。現代劇では2005年に『ダイアモンドの涙』に出演した後、2012年には『キムチ 不朽の名作』と『7級公務員』に出演している。
演技活動と並行して貞華芸術大学放送映像演技学部で教授を務める。2012年からは西江大学校映像大学院博士課程に在籍中。身長183cm、体重82kg。

## 出演作品

### テレビドラマ
- 鳥よ鳥よ青い鳥よ - 새야 새야 파랑새야（1994年、MBC） [3]
- 絆 - 그들의 포옹（1996年、MBC） - シン・ドンウ検事役
- 私の愛、私のそばに - 내 사랑 내 곁에（1998年-1999年、KBS）
- 牧民心書 〜実学者チョン・ヤギョンの生涯〜 - 소설 목민심서（2000年、KBS） - イ・ギギョン役
- 女人天下 - 여인천하（2001年-2002年、SBS） - 李氏朝鮮第11代国王中宗役
- ママの歌 - 엄마의 노래（2002年、SBS）
- 暗行御史 パク・ムンス - 어사 박문수（2002年-2003年、MBC） - ヤン・ミンソ役
- オールイン　運命の愛 - 올인（2003年、SBS） - ヤン・スングク役
- ダイアモンドの涙 - 다이아몬드의 눈물（2005年、SBS） - ウォン・ヨンギ役
- 淵蓋蘇文 ヨンゲソムン - 연개소문（2006年-2007年、SBS） - 高句麗第27代王栄留大王役
- 王と私 - 왕과나（2007年-2008年、SBS） - 李氏朝鮮第9代王成宗の第3王妃貞顕王后ユン氏の父・鈴原府院君 尹壕（ユン・ホ）役
- 済衆院 - 제중원（2010年、SBS） - 李氏朝鮮第26代国王高宗役
- トンイ - 동이（2010年、MBC） - チャン・ムヨル役
- チャクペ〜相棒〜 - 짝패（2011年、MBC） - キム進士役
- 階伯 - 계백（2011年、MBC） - 百済第30代王武王役
- キムチ 不朽の名作 - 불후의 명작（2012年、channelA） - キム・ヒョンミョン役
- 7級公務員 - 7급 공무원（2013年、MBC） - オ・グァンジェ役
- ホジュン〜伝説の心医〜 - 구암 허준（2013年、MBC） - ヤン・イェス役
- ママ〜最後の贈りもの〜 - 마마（2014年、MBC） - キム・ウノ役
- 美女の誕生 - 미녀의 탄생（2014年-2015年、SBS） - キム・ジョンチョル役
- 華政 - 화정（2015年、MBC） - 臨海君役
- 女を泣かせて（2015年、MBC）
- 六龍が飛ぶ - 육룡이 나르샤（2015年-2016年、SBS） - チョ・ミンス役
- 師任堂、色の日記 - 사임당, 빛의 일기（2017年、SBS） -  李氏朝鮮第11代国王中宗役／ミン・ジョンハク役
- 王は愛する - 왕은 사랑한다（2017年、MBC） - ソン・バンヨン(宋相英)役
- 恋する泥棒〜あなたのハート、盗みます〜 - 도둑놈 도둑님（2017年、MBC） - ユン・ジュンテ役
- 時間 - 시간（2018年、MBC） - チョン・マニ役
- 私がいちばん綺麗だった時 - 내가 가장 예뻤을 때（2020年、MBC） - ソ・ソンゴン役
- 太宗イ・バンウォン - 태종 이방원（2021年-2022年、KBS） - チョン・モンジュ役
- 恋人 - 연인（2023年、MBC） - キム・サンホン役

### 映画
- 将軍の息子2 英雄武闘伝説 - 將軍의 아들 II (1991年)[3]

## 受賞歴
- 2001年 SBS演技大賞 助演賞 [1]
- 2011年 MBCドラマ大賞 PD賞